# Akrítas (Flórina)
Akrítas, en grec moderne : Ακρίτας, auparavant appelé Boúfi (Μπούφι), est un village du dème de Flórina, district régional de Flórina, en Macédoine-Occidentale, Grèce. 
Selon le recensement de 2011, la population du village compte 100 habitants.